# Един Джеко
Един Джеко (на босненски: Edin Džeko) е босненски футболист, роден на 17 март 1986 г. в Сараево. Играе като нападател за „Фиорентина“ и националния отбор на Босна и Херцеговина.

## Ранна кариера
Джеко прави своя дебют в „Железничар“ (Сараево) като полузащитник в периода 2003 – 2005 г. и вкарва един гол в общо 40 игри. През 2005 г., отива в чешкия „Усти на Лабе“ под наем и вкарва 6 гола в 15 мача. По-късно същата година той се премества в „Теплице“ и играе там до 2007 г., отбелязвайки 16 гола в 28 игри. Той е и голмайстор на чешката Гамбринус лига за сезон 2006/07. Благодарение на неговите качества бившият мениджър на „Волфсбург“ – Феликс Магат, подписва с него за 4 милиона евро.

## Волфсбург
След трансфера си във „Волфсбург“ Джеко прави фурор и вкарва пет гола и прави три асистенции в 12 мача за отбора. Той е и награден от списание Спортал за най-добър нападател на първата половина от сезон 2007/08 в Бундеслигата. По време на първия му сезон в Германия „Волфсбург“ завършва на 5-о място и се класира за Купата на УЕФА за сезон 2008-09. Джеко финишира сезон 2007-08 с осем гола и седем асистенции в 17 мача.
След „Волфсбург“ купуват съотборника на Джеко в националния отбор Звездан Мисимович, формата му през втория си сезон с „Волфсбург“ значително се покачва. Въпреки лошата първа половина на сезона Джеко и отборът му намират правилната си форма във втората половина и печелят своята първа титла на Бундеслигата. През май 2009 г. Джеко вкарва хеттрик на „Хофенхайм“, а само две седмици по-късно и на „Хановер 96“, допринасящи за много силния финал на вътрешното първенство за сезон 2008-09. Един завършва сезона с общо 26 гола, с един по-малко от съотборника си Графите. Той и Графите образуват най-успешното дуо в историята на Бундеслигата. Той завършва сезон 2008-09 с 26 гола и 10 асистенции в 32 мача. За Купата на Германия отбелязва шест гола за два мача, за Купата на УЕФА се разписва четири пъти и прави две асистенции в осем мача. Връчва му се и наградата на футболист на годината в Германия. Въпреки сериозния интерес от страна на „Милан“ „Волфсбург“ подновява договора на Джеко до юни 2013 година.
Той вкарва първия си гол в Шампионската лига на 30 септември 2009 г. срещу „Манчестър Юнайтед“ на „Олд Трафорд“ в поражението с 2:1. Той е и един от 30-те играчи, номинирани за „Златна топка 2009“. През зимния трансферен прозорец на 2011 Джеко преминава в „Манчестър Сити“ за сума от 27 милиона. На 16 януари 2011 прави дебюта си за „Манчестър Сити“ при победата над „Уулвърхяптън“ с 4:3, а Джеко прави асистенция към Яя Туре.

## Кариера в националния отбор
Джеко прави своя дебют за Босна срещу Турция на 2 юни 2008 г. Това е паметен дебют за младежа, който се разписва в продълженията на първата част с воле от границата на наказателното поле. Този гол прави резултата 2:2, но впоследствие Босна губи мача с 3:2. Той вкарва 9 гола в квалификационната фаза на Световното през 2010 и остава втори заедно с англичанина Уейн Руни, като първи завършва Теофанис Гекас от Гърция с 10 гола.